# Топурия, Кети
Ке́ти Топу́рия (груз. ქეთა თოფურია, полное имя — Кетева́н Андро́евна Топу́рия, груз. ქეთევან ანდრიას ასული თოფურია; род. 9 сентября 1986 года, Тбилиси, Грузинская ССР, СССР) — грузинская и российская певица, солистка группы «А’Студио».

## Биография
Родилась 9 сентября 1986 года в Тбилиси.
Кетеван с детства занималась музыкой. Учительница пения, которая жила по соседству, обратила внимание родителей на способности ребёнка и порекомендовала девочке серьёзно заниматься вокалом. В 12 лет получила первую награду — I место на Международном конкурсе «Море дружбы», в 14 лет стала обладательницей Гран-при Международного конкурса «Путь к звёздам». В 1997 году окончила музыкальное училище Захария Палиашвили по специальности преподавателя по вокалу.
В 2003 году Кетеван поступила в Тбилисский государственный университет на специальность психология, но прервала обучение, приняв приглашение заменить Полину Гриффис в группе «А’Студио», и переехала в Москву. Кандидатуру Кети группе «А’Студио» предложила грузинский продюсер Нато Думбадзе, когда музыканты находились на гастролях в Тбилиси. В марте 2005 года была представлена как новая вокалистка «А’Студио».
В 2014 году Кэти открывает свой собственный бренд одежды KETIone. Премиальный бренд одежды неоднократно участвующий в международной неделе моды MBFWRUSSIA.

## Семья
- Мать — Наталья Топурия, инженер-химик
- Отец — Андро Ираклиевич Топурия (1960—2010), криминальный авторитет. Умер 22 сентября 2010 года в колонии республики Марий Эл от передозировки наркотиков[3][4][5][6]. Похоронен на Сабурталинском кладбище в Тбилиси.

## Личная жизнь
С 7 сентября 2013 года была замужем за бизнесменом Львом Гейхманом (род. 1974), с которым встречалась 4 года до их свадьбы. 15 июня 2015 года у них родилась дочь Оливия. Летом 2017 года супруги развелись.
Также встречалась с рэпером Алексеем Долматовым (Гуф или Guf).
С ноября 2020 года состоит в официальном браке с Львом Деньговым. В 2021 году у пары родился сын Адам. В 2024 году у пары родилась дочь Николь.

### Участие в клипах других исполнителей
| Год  | Клип                 | Исполнитель |
| ---- | -------------------- | ----------- |
| 2009 | «Держи меня за руку» | IKA         |
| 2014 | «Начистоту»          | Emin        |